# Druhá šance (film, 2012)
Druhá šance je hořká komedie z roku 2012, která svedla dohromady herečku Meryl Streep a herce Tommy Lee Jonese. Film vypráví zábavný příběh nejen o starším páru, ale je i obrazem mnoha manželství středního věku. Režie se zhostil David Frankel, který již dříve spolupracoval s Meryl Streep v roce 2006 na filmu Ďábel nosí Pradu.